# 고정초등학교
고정초등학교는 대한민국 경기도 화성시에 있는 공립 초등학교이다.

## 학교 연혁
- 1960년 4월 30일 송산국민학교 고정분실 개설
- 1964년 10월 25일 고정국민학교 승격
- 1982년 3월 2일 병설유치원 개원
- 1996년 3월 1일 고정초등학교로 개칭
- 1999년 2월 28일 교단 선진화 사업 완료